# فرنسيس أغسطس كوكس
فرنسيس أغسطس كوكس (بالإنجليزية: Francis Augustus Cox)‏ (و. 1783 – 1853 م) هو مؤلف من مملكة بريطانيا العظمى، والمملكة المتحدة لبريطانيا العظمى وأيرلندا، توفي عن عمر يناهز 70 عاماً.

## التعليم
تعلم في جامعة إدنبرة.